# Amanita solitaria
Amanita solitaria är en svampart som först beskrevs av Pierre Bulliard (v. 1742–1793), och fick sitt nu gällande namn av Elias Fries 1836. Amanita solitaria ingår i släktet flugsvampar och familjen Amanitaceae.  Arten är reproducerande i Sverige. Inga underarter finns listade i Catalogue of Life.

## Källor

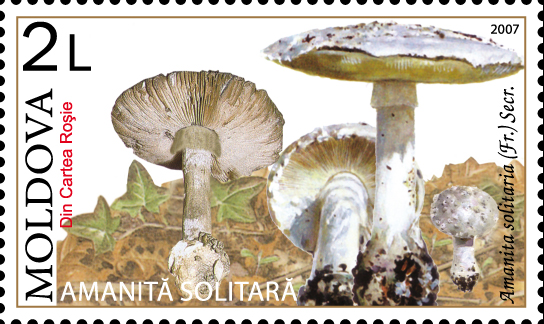